# Makrout El Louz
 (juin 2025).
La mise en forme du texte ne suit pas les recommandations de Wikipédia : il faut le « wikifier ».
Les points d'amélioration suivants sont les cas les plus fréquents. Le détail des points à revoir est peut-être précisé sur la page de discussion.
- Les titres sont pré-formatés par le logiciel. Ils ne sont ni en capitales, ni en gras.
- Le texte ne doit pas être écrit en capitales (les noms de famille non plus), ni en gras, ni en italique, ni en « petit »…
- Le gras n'est utilisé que pour surligner le titre de l'article dans l'introduction, une seule fois.
- L'italique est rarement utilisé : mots en langue étrangère, titres d'œuvres, noms de bateaux, etc.
- Les citations ne sont pas en italique mais en corps de texte normal. Elles sont entourées par des guillemets français : « et ».
- Les listes à puces sont à éviter, des paragraphes rédigés étant largement préférés. Les tableaux sont à réserver à la présentation de données structurées (résultats, etc.).
- Les appels de note de bas de page (petits chiffres en exposant, introduits par l'outil «  Source ») sont à placer entre la fin de phrase et le point final[comme ça].
- Les liens internes (vers d'autres articles de Wikipédia) sont à choisir avec parcimonie. Créez des liens vers des articles approfondissant le sujet. Les termes génériques sans rapport avec le sujet sont à éviter, ainsi que les répétitions de liens vers un même terme.
- Les liens externes sont à placer uniquement dans une section « Liens externes », à la fin de l'article. Ces liens sont à choisir avec parcimonie suivant les règles définies. Si un lien sert de source à l'article, son insertion dans le texte est à faire par les notes de bas de page.
- La présentation des références doit suivre les conventions bibliographiques. Il est recommandé d'utiliser les modèles {{Ouvrage}}, {{Chapitre}}, {{Article}}, {{Lien web}} et/ou {{Bibliographie}}. Le mode d'édition visuel peut mettre en forme automatiquement les références.
- Insérer une infobox (cadre d'informations à droite) n'est pas obligatoire pour parachever la mise en page.

Pour une aide détaillée, merci de consulter Aide:Wikification.
Si vous pensez que ces points ont été résolus, vous pouvez retirer ce bandeau et améliorer la mise en forme d'un autre article.
Le makrout el louz (en arabe : المقروط باللوز) est une pâtisserie traditionnelle algérienne à base d’amandes, originaire de la ville d’Alger. Elle se distingue par sa texture fondante, son goût délicat d’amande et de fleur d’oranger, et sa présentation élégante en losanges nappés de sucre glace. Elle est très appréciée lors des fêtes religieuses (notamment l’Aïd), des mariages et des grandes occasions,,.

## Origine et histoire
Contrairement au makrout classique (fourré de pâte de dattes et frit), le makrout el louz est une variante urbaine et raffinée, souvent associée aux traditions pâtissières d’Alger et d’autres villes du nord de l’Algérie.

### Ingrédients principaux
- Amandes mondées et finement moulues
- Sucre
- Œufs
- Eau de fleur d’oranger
- Sucre glace (pour l’enrobage)

Certaines recettes incluent également du zeste de citron ou une touche de vanille pour rehausser les arômes.

#### Préparation
La préparation du makrout el louz suit généralement les étapes suivantes :
1. Pâte : Les amandes moulues sont mélangées à du sucre, puis liées avec des œufs et de l’eau de fleur d’oranger jusqu’à obtenir une pâte homogène.
2. Façonnage : La pâte est étalée, découpée en losanges réguliers (le mot makrout désigne ce losange caractéristique).
3. Cuisson : Contrairement au makrout traditionnel, cette version est cuite au four et non frite.
4. Enrobage : Après cuisson, les pièces sont trempées dans de l’eau de fleur d’oranger tiède, puis généreusement roulées dans du sucre glace.

Le résultat est une pâtisserie blanche, fondante et délicatement parfumée.

##### Variantes régionales
Bien que sa version la plus connue soit à base d’amandes, il existe des variantes :
- Avec des noisettes, en remplacement partiel ou total des amandes
- Parfumées au citron, à la vanille ou à l’eau de rose
- Enrobées une seconde fois dans le sucre glace pour un aspect plus poudré

## Place dans la culture culinaire algérienne
Le makrout el louz est considéré comme un symbole de l’hospitalité et du raffinement dans la pâtisserie algérienne. Sa préparation, souvent minutieuse, fait partie des savoir-faire transmis entre femmes dans les familles et joue un rôle central lors des fêtes religieuses, notamment l’Aïd el-Fitr, où il est servi avec le thé à la menthe.